# Medien in Mittelhessen
In Mittelhessen existieren zahlreiche Printmedien. In den meisten Landkreise und Gebiete der Region gibt es zwei konkurrierende Zeitungen. Hinzu kommen Rundfunk-Programme.[veraltet]

## Printmedien

### Tageszeitungen
Die Zeitungsgruppe Lahn-Dill ist in Wetzlar beheimatet und die größte Zeitungsgruppe Mittelhessens. Ihre größte Hauptausgabe ist die Wetzlarer Neue Zeitung, hinzu kommen einige Lokalausgaben im Umland. Die verkaufte Auflage beträgt 47.571 Exemplare, ein Minus von 42,6 Prozent seit 1998.
Ihr größter Konkurrent ist die Oberhessische Presse aus Marburg. Die Zeitung ging 1951 aus dem Zusammenschluss der Oberhessischen Zeitung und der Marburger Presse hervor. Die verkaufte Auflage beträgt 27.811 Exemplare, ein Minus von 13 Prozent seit 1998.
Ein Kopfblatt der Frankfurter Neuen Presse des Verlag Frankfurter Societät ist die Nassauische Neue Presse. Sie erscheint überwiegend im Landkreis Limburg-Weilburg und in Teilen der benachbarten Kreisen: Rhein-Lahn-Kreis und Westerwaldkreis. Die verkaufte Auflage beträgt 9735 Exemplare, ein Minus von 63 Prozent seit 1998.

### Wochen- und Monatszeitungen
Alle in Mittelhessen erscheinenden Wochen- und Monatszeitungen werden ausschließlich durch Anzeigen finanziert und kostenlos verteilt. Die größten Wochenzeitungen sind die Mittelhessische Anzeigen-Zeitung, die mittwochs erscheint, sowie das Sonntag-Morgenmagazin. Beide erscheinen in großen Teilen der Region. Nur lokal erscheinen kostenlose Wochenzeitungen, die von den Tageszeitungen in ihrem Verbreitungsgebiet herausgegeben werden (die Oberhessische Presse gibt beispielsweise mittwochs und samstags jeweils Wochenzeitungen heraus).
Im Lahn-Dill-Kreis erscheint sonntags die Kompakt! mit einer Auflage von 45.200. Lahn Dill erleben! wurde 2022 eingestellt.
Im Landkreis Limburg-Weilburg erscheinen die Wochenzeitungen Lahn-Post aktuell und Bad-Camberg aktuell. Beides sind Kopfblätter des überwiegend in Rheinland-Pfalz unter verschiedenen Namen erscheinenden Lokalanzeiger des Verlags für Anzeigenblätter. Die Auflage der beiden lokalen Blätter beträgt nach Angaben des Verlag 85.000 Exemplare.
Ebenfalls einmal in der Woche erscheint in vielen Städten und Gemeinden ein amtliches Mitteilungsblatt, in welchem hauptsächlich über die jeweilige Kommune berichtet wird. Einmal im Monat erscheint der Wetzlar Kurier des umstrittenen CDU-Politikers Hans-Jürgen Irmer im Lahn-Dill-Kreis.

## Agenturen
Die Evangelische Nachrichtenagentur IDEA hat ihren Sitz in Wetzlar.

## Rundfunk
Der Hessische Rundfunk betreibt in Gießen ein Regionalstudio. Zusätzlich hat er Regionalkorrespondenten in Marburg und Limburg an der Lahn. Mittelhessen gehört fast komplett zum gleichnamigen Regionalfenster des Sender hr4. Eine Ausnahme bildet der Vogelsberg, der zum Regionalfenster Nord-Osthessen gehört. Die Sendeanlage für Mittelhessen steht auf dem Berg Sackpfeife bei Biedenkopf (Sender Biedenkopf). In Teilen Mittelhessens ist auch das Regionalprogramm Rhein-Main von der Sendeanlagen auf dem Großen Feldberg zu empfangen.
Der Radiosender FFH verfügt ebenfalls über ein Regionalstudio in Gießen.
Ein in Mittelhessen ansässiger Betreiber von Fernsehprogrammen ist der Evangeliums-Rundfunk (ERF) in Wetzlar. Neben Fernsehsendungen, die auf verschiedenen Sendern gezeigt werden, werden auch Radiosendungen produziert. Das Radioprogramm wird über einen eigenen Sender verbreitet. Der ERF hat nach Eigendarstellung das Ziel, „durch Radio- und Fernsehsendungen mitzuhelfen, dass Menschen Christen werden und Christen Christen bleiben“. Ebenfalls in Wetzlar zu Hause ist das Trans World Radio, ein weltweit arbeitendes Radio-Missionswerk.
In Marburg ansässig ist Radio Unerhört. Dabei handelt es sich um einen nichtkommerziellen lokalen Radiosender, der in Marburg und in Teilen der umliegenden Gemeinden empfangen werden kann.

## Online-Medien
Seit 2010 liefert Radsportnachrichten.com eine unabhängige Berichterstattung zum Radsportgeschehen in Mittelhessen. Neben der Themenauswahl seiner Redaktion baut das Online-Magazin auf die Unterstützung von Vereinen und im Radsport aktiven Menschen, deren Informationen und Texte aufbereitet und online auf der Internetseite publiziert werden. Ausgewählte Berichte aus dem Online-Angebot von Radsportnachrichten.com erscheinen zudem in mittelhessischen Printmedien.

## Belege
1. ↑   laut IVW (Details auf ivw.de)
2. ↑   laut IVW (Details auf ivw.de)
3. ↑   laut IVW (Details auf ivw.de)
4. ↑  Radsportnachrichten.com
5. ↑  Stephan Dietel: Unsere Arbeit und Geschichte. 18. August 2012, abgerufen am 1. April 2024 (deutsch).
6. ↑  Stephan Dietel: Themenhinweise und Textbeiträge. 22. September 2012, abgerufen am 1. April 2024 (deutsch).